# James Drummond, 4:e earl av Perth
James Drummond, 4:e earl av Perth, född 1648, död den 11 maj 1716, var en skotsk statsman, farfar till James Drummond, 6:e earl av Perth.
Perth blev 1682 skotsk överdomare (justice general) och 1684 Skottlands kansler, övergick jämte sin bror John till katolicismen, vilket av omgivningen tolkade som ett sätt att vinna Jakob II:s gunst, och styrde faktiskt med brodern Skottland under Jakobs korta regeringstid. Den för sin hårda framfart och som avfälling illa omtyckte Perth blev vid 1688 års revolution gripen vid ett försök till flykt och hölls inspärrad på Stirling Castle till 1693, då han uppsökte sin landsflyktige herre i Saint-Germain. Enligt dennes sista vilja upphöjdes han 1701 till titulär hertig av Perth.